# Renodes curviluna
Renodes curviluna là một loài bướm đêm trong họ Erebidae.